# Maria d’Enghien

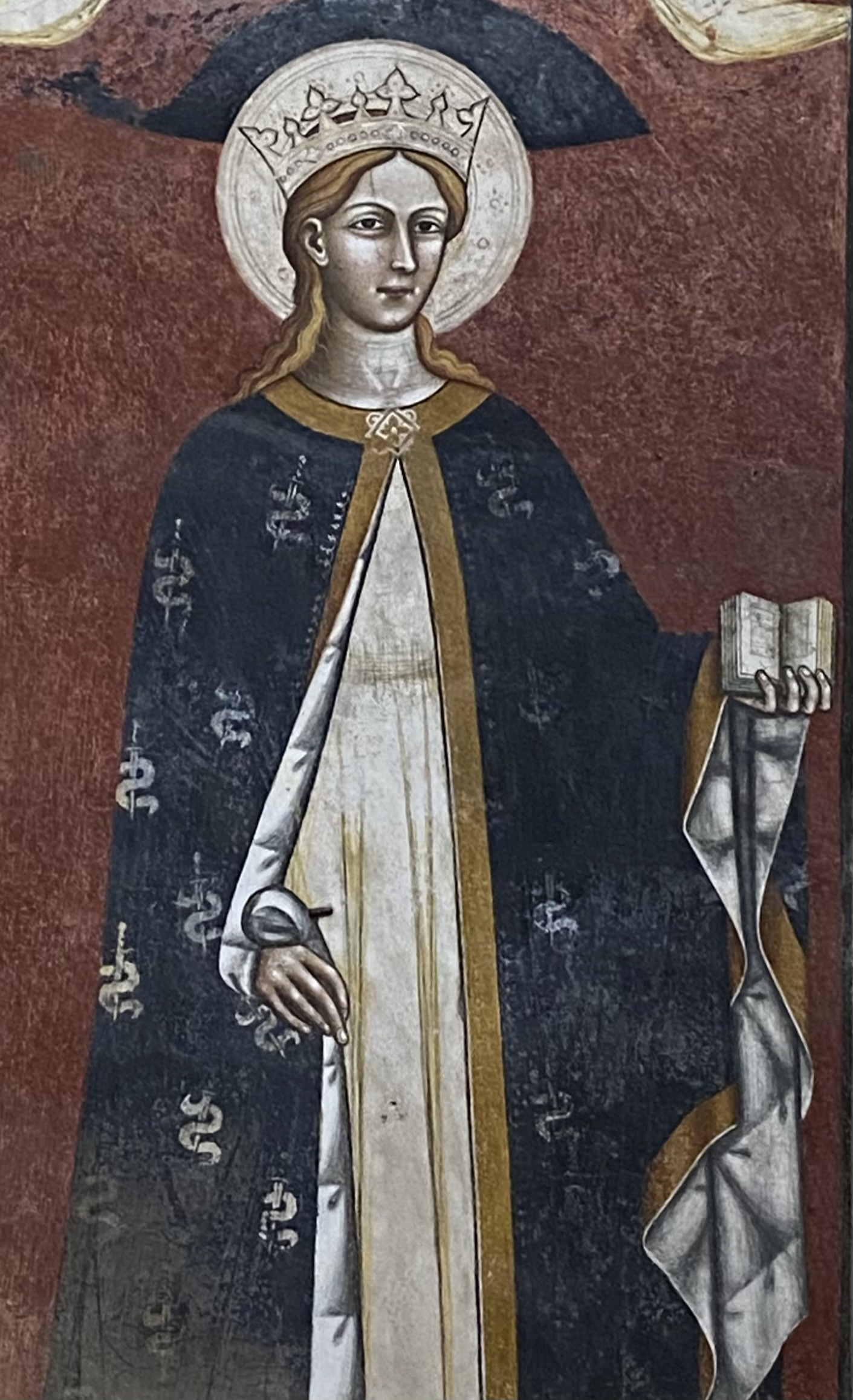
Angebliches Porträt von Maria d'Enghien in einem Fresko in der Basilika Santa Caterina d'Alessandria in Galatina

Maria d’Enghien (auch: Maria II. von Enghien) (* 1367 in der Grafschaft Lecce; † 9. Mai 1446 in Lecce) war Gräfin von Lecce (1384–1446) und, durch ihre zweite Ehe, Königin von Neapel, außerdem Titularkönigin von Sizilien, Jerusalem und Ungarn (1406–1414).

## Leben
Maria war die Tochter von Jean d'Enghien, Conte di Castro und Blanca (Sancha) Les Baux. Ihr Vater war der dritte Sohn von Isabella von Brienne († 1360) und ihrem Ehemann Walter (Wautier III.) von d'Enghien († 1345).
Ihre Großmutter Isabella überlebte ihren Bruder Walter VI. von Brienne, Titularherzog von Athen usw., der in der Schlacht bei Maupertuis fiel. Da er keine Erben hatte, wurde sie Gräfin von Lecce, Brienne usw. und Titularherzogin von Athen. Als ihr ältester Sohn Walter (1322–1340) vor ihrem Bruder (1304–1356) starb, bestieg ihr zweiter Sohn Sohier d’Enghien († 1364) den Thron. Zu Lebzeiten teilte sie die geerbten Länder unter ihren zahlreichen Kindern auf. Marias Vater, dritter Sohn (aber zweiter der Überlebenden), bekam die Grafschaft Lecce und die Herrschaft über Castro.
Als Marias Vater 1380 starb, hinterließ er minderjährige Kinder. Marias Bruder Pietro wurde Graf von Lecce. Als dieser 1384 kinderlos starb, wurde die 17-jährige Maria zusammen mit ihrem Mann Raimondo Orsini del Balzo von Nola 14. Fürst von Tarent, den sie 1384 geheiratet hatte, seine Nachfolgerin.
Chronisten beschrieben sie als schön, unerschrocken, abenteuerlustig: von ihren Kindern wurde sie angebetet, von ihrem Mann geliebt, von König Ladislaus von Neapel belagert und von dessen Schwester Johanna II. grausam behandelt.
Wenn ihr Mann Raimondo reiste, blieb sie in ihren Burgen in Lecce und Copertino und diente somit dem König gegen die päpstlichen Truppen und Anhänger des Angevinischen Reiches.
Raimondo wurde nach dem Erbrecht Fürst von Tarent und starb 1405 oder 1406. Nach seinem Tod heiratete sie am 23. April 1407, König Ladislaus von Neapel in der St. Leonardokapelle im Castello Aragonese von Tarent. Die Ehe wurde von Ladislaus mit dem einzigen Zweck organisiert, die Länder des Fürstentums Tarent in Besitz zu nehmen, da es ihm nicht gelungen war, sie im Krieg zu erobern. Die Eigentümer der beiden wurden in ein großes Gebiet vereint, das vom heutigen Salento bis zur Provinz Matera reichte. Die Ehe war kinderlos.
Während Maria vom neapolitanischen Volk mit offenen Armen empfangen wurde, war die Beziehung zu ihrem Ehemann nicht gut. Sie lebte zusammen mit den Geliebten Ladislaus’ ein trauriges Leben in den Räumen des Castel Nuovo in Neapel. Bald verlor Maria ihre ganze Macht. Den Königinnentitel hatte Maria nur als pro forma. Nach dem Tod von Ladislaus am 6. August 1414 ging das Reich an seine Schwester Johanna II., die Grausame, die Maria hasste und einkerkern ließ. Johannas Mann, Jakob II. von La Marche (1370–1438), ließ sie bald befreien, worauf sie nach Lecce zurückkehrte.
1420 erhielt Maria von Johanna II. das Fürstentum Tarent für ihren Sohn Giovanni Antonio Orsini del Balzo zurück. Sie kehrte in ihre Geburtsstadt zurück, wo sie am 9. Mai 1446 im Alter von 78 Jahren starb. Sie wurde in der Basilika Santa Croce beigesetzt, wo das Grab allerdings nicht erhalten wurde.

## Nachkommen
Ihre Kinder aus erster Ehe:
- Giovanni Antonio Orsini del Balzo (1386–1463), Fürst von Tarent, Herzog von Bari, Graf von Lecce, Acerra, Soleto, Conversano, 1443 Graf von Matera und 1453 von Ugento; ⚭ Anna Colonna, Nichte von Papst Martin V.;  verstarb ohne männliche Erben
- Gabriele del Balzo Orsini (1404–1453/54), 1434 Graf von Ugento, 1441 1. Herzog von Venosa, Graf von Lecce, neapolitanischer General und Admiral; ⚭ 1431 Giovanna (Ippolita) Caracciolo del Sole aus dem Haus Melfi; verstarb ohne männliche Erben
- Maria del Balzo Orsini (* um 1400; † 1413), verheiratet mit Antonio Acquaviva, zweiter Herzog von Atri
- Katharina del Balzo Orsini (* um 1400; † 1429), auch als Katharina von Tarent bekannt, verheiratet mit Bartholomeo (alias Tristan) von Chiaromonte (de Clermont); Ritter der französischen Familie Clermont-Lodève. Tristan wurde durch die Mitgift seiner Frau Graf von Copertino. (Katharina del Balzo Orsini, die in der gleichen Zeit lebte und mit Giulio Antonio von Aragona und von Acquaviva, Herzog von Atri, verheiratet war und als Mitgift Casamassima und Conversano in die Ehe mitbrachte, war anscheinend nicht dieselbe Katharina, sondern eine Verwandte, vielleicht die Tochter von Giovanni Antonio oder von Gebriel, Herzog von Venosa.)